# Junk Culture
Junk Culture es el quinto álbum de estudio del grupo británico OMD publicado en 1984. En él se incluyen algunas de las canciones más conocidas de la trayectoria del grupo como "Locomotion", "Talking Loud And Clear" o "Tesla Girls". Fue el primero de los álbumes de la carrera discográfica del grupo en ser editado en formato vinilo, disco compacto y casete.

## Producción
Tras la pobre aceptación comercial y crítica de su anterior trabajo, el experimental Dazzle Ships (1983), el grupo y su discográfica Virgin Records decidieron reorientar su sonido hacia melodías y propuestas más accesibles. Para ello contaron con la producción de Brian Tench, anteriormente en labores de ingeniero en sus trabajos previos, y la participación de artistas como Tony Visconti en los arreglos.
Aunque se especuló que Junk Culture se publicaría a finales de 1983 hasta la primavera de 1984 no vería la luz al imponerse la opinión de Virgin sobre la necesidad de trabajar más el material. El resultado es un álbum de marcado carácter pop, melodías fácilmente recordables, letras emotivas e inteligentes y una precisa ejecución técnica.

## Listado de canciones
Cara A
- Junk Culture - 4:06
- Tesla Girls - 3:51
- Locomotion - 3:53
- Apollo - 3:39
- Never Turn Away - 3:57

Cara B
- Love And Violence - 4:40
- Hard Day - 5:59
- All Wrapped Up - 4:25
- White Trash - 4:35
- Talking Loud And Clear - 4:20

Cara C (single de 7" de una sola cara con la primera edición del álbum)
- (The Angels Keep Turning) The Wheels Of The Universe - 4:54

Disco 2 (en la reedición de 2015)
- Her Body in My Soul (cara b de "Locomotion") - 4:41
- The Avenue (cara b de "Locomotion") - 4:10
- Julia's Song (Re-Record) (cara b de "Talking Loud and Clear") - 4:18
- Garden City (cara b de "Tesla Girls") - 4:04
- Wrappup (remezcla de "All Wrapped Up", cara b de "Never Turn Away") - 4:01
- Locomotion (12" Version) - 5:17
- Tesla Girls (12" Version) (también denominada 'Extended Version') - 4:31
- Talking Loud and Clear (12" Version) (también denominada 'Extended Version') - 6:12
- Never Turn Away (12" Version) (también denominada 'Extended Version') - 6:29
- (The Angels Keep Turning) The Wheels of the Universe - 4:54
- 10 to 1 - 4:07
- All or Nothing - 3:44
- Heaven Is (versión demo Highland Studios) - 6:09
- Tesla Girls (versión demo Highland Studios) - 4:01
- White Trash (versión demo Highland Studios) - 3:39

## Recepción
Durante su lanzamiento Junk Culture no gozó de buena acogida entre la prensa musical británica a diferencia de la prensa convencional que lo recibió de manera más positiva. Con el paso del tiempo no obstante ha sido valorado de manera positiva en los portales y webs de información musical. También ha cosechado buenas referencias de otros músicos como la de Tony Kanal, del grupo No Doubt, que lo calificó como "un gran trabajo".

"Enfrentándose al fracaso comercial de Dazzle Ships OMD tuvo un poco de repensar sobre qué hacer en su quinto álbum: felizmente el resultado final demostró que el grupo sabía disparar a cuatro manos".
Crítica de Ned Ragget en AllMusic 

"Junk Culture no fue el álbum más aclamado de OMD. Pero podría ser una introducción perfectamente eficaz sobre lo que hace que la banda británica de sintetizadores sea tan especial."
Crítica de Patrick Cowley en PopMatters 

## Personal
Miembros del Grupo:
- Paul Humphreys: voces, Roland Jupiter 8, E-mu Emulator, Korg M-500 Micro Preset, piano, Fairlight CMI y Prophet 5
- Andy McCluskey: voces, bajo, guitarra, Roland Jupiter 8, E-mu Emulator, Fairlight CMI y percusión latina
- Martin Cooper: Prophet 5, E-mu Emulator, saxo tenor, saxo soprano, Roland SH2 y marimba
- Malcolm Holmes: percusión acústica, percusión electrónica, percusión latina y programaciones

Miembros adicionales:
- Gordan Troeller: piano en "Locomotion" y Roland Jupiter 8 en "White Trash"
- Maureen Humphreys: voces en "Tesla Girls"
- Jan Faas, Jan Vennik y Bart van Lier: sección de metal en "Locomotion" y "All Wrapped Up"
- Tony Visconti: arreglos de metal en "Locomotion" y "All Wrapped Up"
- Bob Ludwig: masterización